# Riethia stictoptera
Riethia stictoptera är en tvåvingeart som beskrevs av Jean-Jacques Kieffer 1917. Riethia stictoptera ingår i släktet Riethia och familjen fjädermyggor. Inga underarter finns listade i Catalogue of Life.